# Arsène Bical
Arsène Bical (Versailles, 26 mai 1884 – Boulogne-sur-Mer, 28 septembre 1925,) est un architecte français.
Il lança le style néo-anglais et Art déco, notamment au Touquet-Paris-Plage.

## Biographie
Né à Versailles dans une famille de commerçants originaires du Cantal, il suit l'enseignement de l'École des beaux-arts de Paris.
Élève de Louis Henri Georges Scellier de Gisors (à l'atelier, le 16 octobre 1901) et de Louis Bernier, admis en 2e classe le 13 mai 1903 et en 1re classe le 4 janvier 1907. Il sort diplômé le 4 juin 1913.
Ancien associé d'Albert Pouthier, il s'installe à Paris-Plage en 1907, villa Le trèfle à 4 feuilles, angle nord-ouest de la  rue de Metz et de la rue Saint-Jean, en 1915, il habite villa Sainte-Claire angle nord-est des rues de Metz et Saint-Jean, il habitera ensuite au no 68 rue de Bruxelles.
Membre de la société des architectes diplômés du gouvernement (SADG) à partir de 1913, il meurt de fièvre typhoïde en 1925. C'est Léon Hoyez qui lui succède.
Il est élu membre titulaire de la Société académique de Paris-Plage le 11 septembre 1911 et secrétaire du Syndicat d'initiative du Touquet-Paris-Plage en 1912,.
Il est nommé secrétaire du Comité de publicité, et membre du Conseil d'administration du Syndicat d'initiative du Touquet-Paris-Plage, le 10 octobre 1913.

## Réalisations

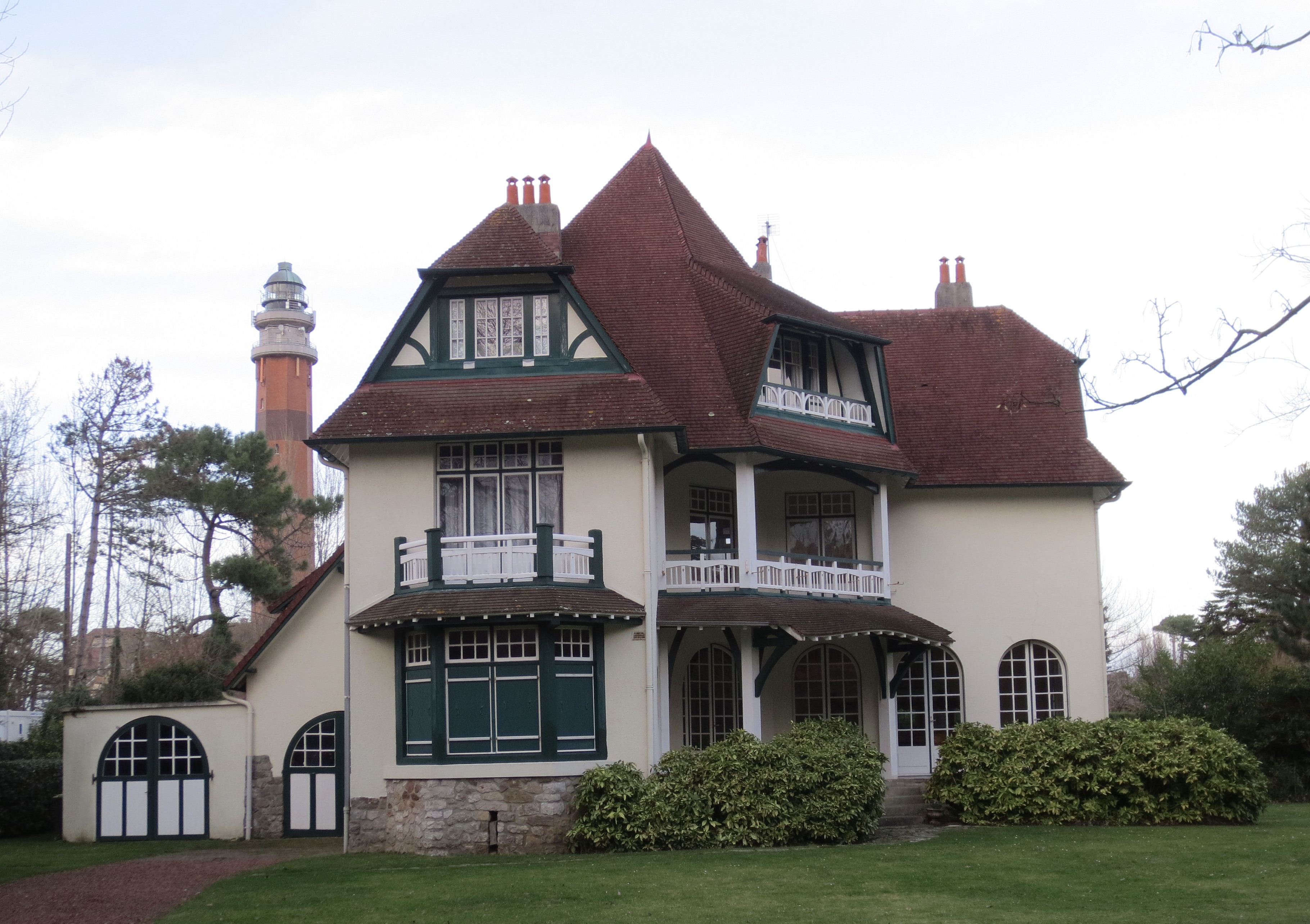
Le Petit Trianon.

### Villas notables
- Villa La Hutte[8], avenue Louis-Aboudaram, construite pour le maire Léon Soucaret. Son nom vient du fait que cette villa est immergée dans les sous-bois.
- Villa Le Nid[9], à l'angle de l'avenue Reine-Victoria et de la place Édouard VII.
- Villa La Chaterie[10], à l'angle de la place de l'Hermitage et de l'avenue Fernand-Recoussine, construite en 1920 pour abriter les bureaux de la société générale immobilière.
- Villa La Closerie[11] (1920), avenue des Oyats. Elle déploie ses ailes en V ; ses façades, ses toitures et décor intérieur du rez-de-chaussée et salle de bain du premier étage sont inscrits par arrêté du 1er décembre 1997 au titre des monuments historiques.
- Villa Castel Dune, 344, avenue de la Paix.

### Immeuble notable
- Immeuble à logements 4-4 bis rue Rohart-Courtin[12] à Arras. L'immeuble fut construit vers 1921, comme l'atteste le permis de construire. La signature est portée à droite du bandeau surmontant la porte-cochère.

### Réalisations au Touquet-Paris-Plage
Il est l'architecte des villas  L'Arcachonnaise (avec Albert Pouthier), Le Canter (anciennement Prébois (avenue des Pyroles),, La Chamade (avenue de la Reine-May) anciennement La Pochade,, Les Géraniums Pourpres anciennement Tante Bob (avenue de la Reine-Victoria),, Good Luck (avenue des Oyats),, L'Heure bleue, La Marivole, La Musardière,, Le Petit Trianon (au 277, avenue John-Whitley),, Ma Mie et Rogeleine, désormais réunies sous le nom de Villa Les Oyats (au 265, avenue des Oyats), La Sablière, des deux villas jumelles et mitoyennes Le Sphinx et Les Pyramides, de la villa Le P'tit West, (allée des Fauvettes) et de la villa Chanterive, 39 avenue Dorothée.

## Hommage

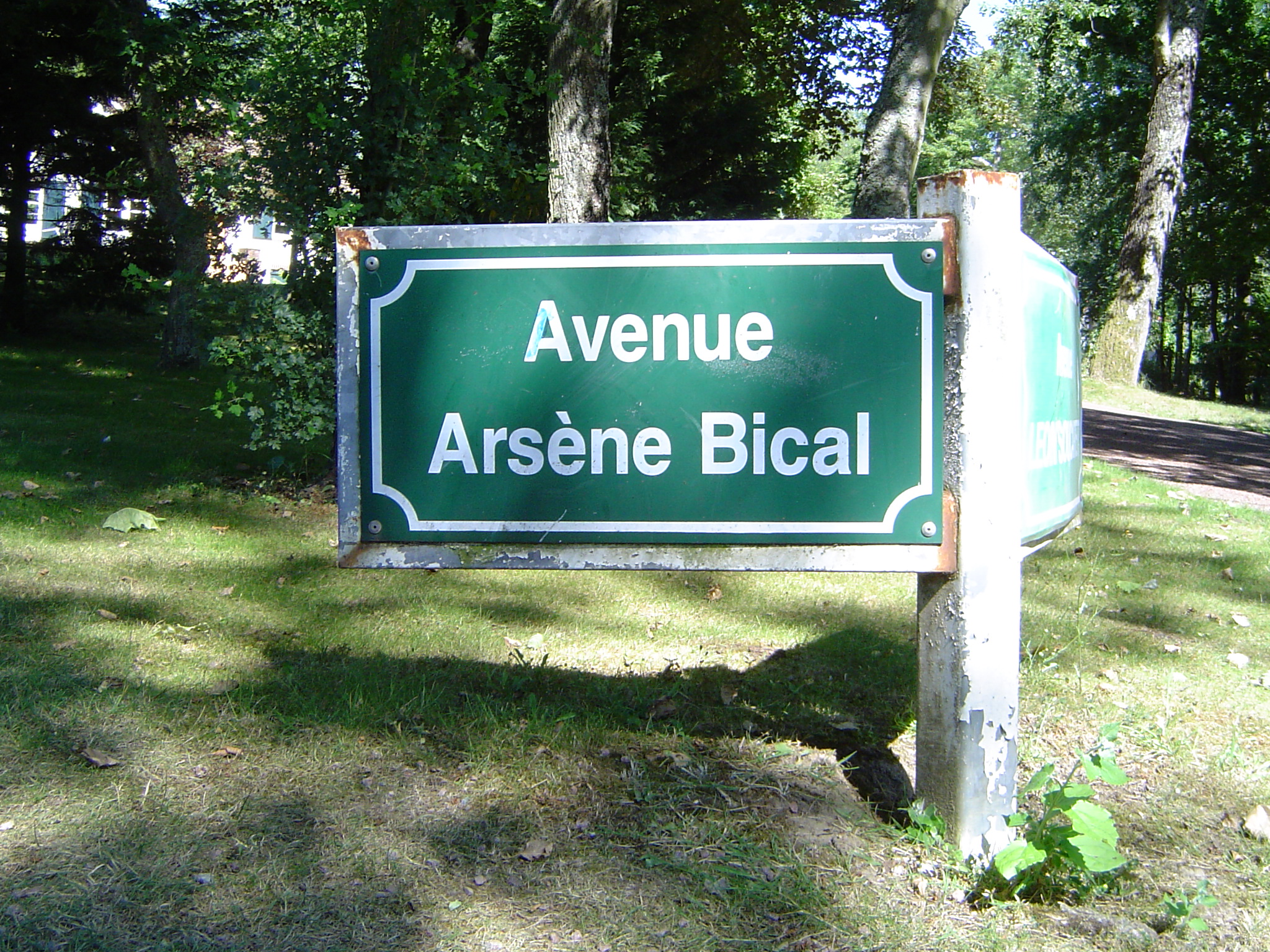

Arsène Bical fut l'un des principaux architectes du Touquet. La ville lui a dédié une avenue « Arsène-Bical » qui prend naissance dans l'avenue du Verger.

## Pour approfondir

### Ouvrages
- Patricia Crespo, Les Noms de nos villas racontent..., avril 1993,  (ISBN 2-95075-710-3)

1. ↑  p. 19.
2. ↑  p. 13.
3. ↑  p. 34.
4. ↑  p. 15.
5. ↑  p. 50.

### Journal municipalLe Touquet Magazine
1. ↑  décembre 1997, page 13.

### Autres sources
1. ↑  Le no 47 de La construction moderne du 15 novembre 1925 (entrefilet p. 81), fait part du décès de l'architecte.
2. 1 2  « Fiche militaire n° 4579 », sur archives.paris.fr (consulté le 1er mai 2019)
3. ↑  Les architectes élèves de l'Ecole des beaux-arts,, 1793-1907, page 180.
4. ↑  « Maison dite Villa Sunny Corner, par Léon Hoyez », notice no IA62000200.
5. ↑  Société académique de Paris-Plage, mémoires de la Société académique de Paris-Plage 1911 : sixième année, L. Delambre-Deroussent Paris-Plage et Montreuil, 71 p., p. 65.
6. ↑  Société académique de Paris-Plage, mémoires de la Société académique de Paris-Plage 1912 : septième année, L. Delambre-Deroussent Paris-Plage et Montreuil, 66 p., p. 43.
7. ↑  Société académique de Paris-Plage, mémoires de la Société académique de Paris-Plage 1913 : huitième année, L. Delambre-Deroussent Paris-Plage et Montreuil, 48 p., p. 44.
8. ↑  « Villa La Hutte », notice no IA62000168.
9. ↑  « Villa Le Nid », notice no IA62000174.
10. ↑  « Villa La Chaterie », notice no IA62000170.
11. ↑  « La Closerie », notice no PA62000014.
12. ↑  Notice no IA62001485.
13. 1 2 3 4 5 6 7 8 9 10 11  Les Villas balnéaires au Touquet-Paris-Plage, tome 2, Les Éditions du Passe-temps, octobre 2012, ouvrage non paginé  (ISBN 2-95175-634-8)
14. ↑  en collaboration avec Albert Pouthier
15. ↑  La plaque de l'architecte est visible sur un des piliers du portail